# 永治 (越南)
永治（1676年—1680年十月），是大越国后黎朝熙宗黎维祫的第一个年号，共计5年。鄭主兼大元帥總國政為弘祖西定王鄭柞。

## 纪年
| 永治 | 元年   | 2年    | 3年    | 4年    | 5年    |
| 公历 | 1676年 | 1677年 | 1678年 | 1679年 | 1680年 |
| 干支 | 丙辰   | 丁巳   | 戊午   | 己未   | 庚申   |